# Marjam Samadzade
Marjam Samadzade (* 17. Oktober 1973 in Hamburg) ist eine deutsche Richterin  und politische Beamtin. Von Juli 2022 bis Oktober 2023 war sie Staatssekretärin im Ministerium für Soziales, Jugend, Familie, Senioren, Integration und Gleichstellung des Landes Schleswig-Holstein.

## Leben
Die in Hamburg geborene Tochter afghanischer Flüchtlinge legte 1993 das Abitur ab. Von 1993 bis 1998 studierte sie Rechtswissenschaft an der Universität Hamburg. Von 2000 bis 2001 war sie als Projektkoordinatorin bei dem Verein Amnesty for Women tätig. Von 2001 bis 2004 absolvierte sie das Rechtsreferendariat in Hamburg. 2004 legte sie das zweite juristische Staatsexamen ab. 2005 wurde sie als Rechtsanwältin zugelassen. Von 2006 bis 2011 war sie als Rechtsanwältin tätig. Von 2011 bis 2013 war sie Staatsanwältin bei der Staatsanwaltschaft in Kiel, von 2013 bis 2021 sie Richterin am Amtsgericht Ratzeburg und von 2021 bis 2022 am Amtsgericht Hamburg.
Im Zuge der Bildung des Kabinetts Günther II wurde Samadzade am 18. Juli 2022 zur Staatssekretärin des von Aminata Touré geleiteten Ministeriums für Soziales, Jugend, Familie, Senioren, Integration und Gleichstellung des Landes Schleswig-Holstein berufen. Anfang Juli 2023 kündigte Touré die Entlassung Samadzades als Staatssekretärin und Rückkehr in den Justizdienst Hamburgs nach der Parlamentarischen Sommerpause an. Später wurde ihr Ausscheiden aus dem Kabinett für Ende 2023 angekündigt. Im Oktober 2023 wurde sie dann vorzeitig entlassen, wegen der Verbreitung und positiven Kommentierung eines Posts von Alice Hasters auf Instagram, in dem Hasters Israels Regierung für die Angriffe nach den Terroranschlägen der Hamas einen Bruch des Völkerrechts vorwirft und der deutschen Regierung vorwirft, Antisemitismus durch die Verbreitung von antimuslimischem und antipalästinensischem Rassismus zu bekämpfen. Ihr folgte ab November 2023 Silke Schiller-Tobies nach.
Samadzade ist verheiratet und hat einen Sohn.